# Гафар, Абдул
Сирима Абдул Гафар Кассум Сина (30 декабря 1998) — буркинийский футболист, нападающий.

## Карьера
Начинал карьеру во французском клубе «Саннуа». В 2016 году номинировался на звание одного из лучших игроков до 18 лет во Франции.
Зимой 2017 года проходил просмотр в российских клубах «ЦСКА» и «Урал». После их отказа присоединился к калининградской «Балтике». В марте был вызван в сборную Буркина-Фасо, но по прибытии в Париж выяснил, что виза не готова. Гафар вернулся в расположение клуба в ночь перед матчем со «Спартаком-2», а в матче забил победный гол.
Летом 2017 года перешёл в «Тамбов». В 1/32 кубка России забил победный гол в ворота белгородского «Энергомаша». Однако уже в сентябре 2017 года стал подвергаться критике наставника клуба Андрея Талалаева В том числе из-за вылетов в Африку на тренировки сборной. В конце года «Тамбов» отзаявил форварда.
Зимой 2018 года перешёл в молдавский «Шериф». Дебютировал за клуб 1 апреля 2018 года, в первом же матче отметился голом против «Петрокуба».За сезон 2018 (в Молдавии проводится сезон весна-осень) Гафар провёл 13 матчей где забил 1 гол и в игре 9 тура против «Сперанцы» был удалён с поля, но Абдул стал вместе с «Шерифом» чемпионом Молдавии. Перед началом следующего сезона молдавская команда расторгла контракт с Гафаром.
18 мая 2018 Гафара подписал армянский «Арцах», который переменован в «Ной». Дебют состоялся в матче 34 тура против «Алашкерта». За остаток сезона провёл 3 матча.
30 июля 2019 года Абдул перешёл в «Армавир».
В феврале 2020 года перешёл в «Слуцк».
28 февраля 2022 года «Слуцк» объявил о возвращении футболиста. Пропустил весь сезон 2022 года из-за травмы. В феврале 2023 года футболист продлил контракт с белорусским клубом ещё на сезон.